# Kumhana
Kumhana (arab. قمحانة) – miejscowość w Syrii, w muhafazie Hama. W 2004 roku liczyła 13 228 mieszkańców.